# Gigi, Monica... et Bianca
Gigi, Monica... et Bianca è un documentario del 1996 diretto da Yasmina Abdellaoui e Benoît Dervaux prodotto da Jean-Pierre e Luc Dardenne.